# Bruchidius nataensis
Bruchidius nataensis – gatunek chrząszcza z rodziny stonkowatych i podrodziny strąkowcowatych.

## Taksonomia
Gatunek ten opisany został po raz pierwszy w 2016 roku przez Alexa Delobela na łamach „Acta Entomologica Musei Nationalis Pragae”. Jako lokalizację typową wskazano Natę w Dystrykcie Centralnym w Botswanie. Epitet gatunkowy pochodzi od tego miejsca.

## Morfologia
Chrząszcz o przeciętnie przysadzistym ciele długości 2,8 mm i szerokości 1,7 mm.
Głowa jest rudobrązowa, krótka, zaopatrzona w lekko wcięte oczy i zaokrąglony nadustek. Czoło cechuje się zanikłym żeberkiem i dużą, połyskującą nabrzmiałością w tyle. Czułki nie sięgają za tylne kąty przedplecza, człony od pierwszego do siódmego mają ceglaste, człony od ósmego do dziesiątego ciemnobrązowe do czarnych, a ostatni rudy; cztery pierwsze człony są prawie paciorkowate, piąty ku szczytowi rozszerzony, jedenasty wyokrąglony na szczycie, a pozostałe poprzeczne.
Trapezowate, nieco szersze niż dłuższe przedplecze ma proste boki, płytkie, ukośne wciski po bokach podstawy oraz głębokie, oczkowate, niemal zlewające się punktowanie. Ubarwienie oskórka przedplecza jest rudobrązowe; boki ma porośnięte białymi szczecinkami, dysk zaś żółtawymi łuskami z podłużnym pasmem białawych szczecinek. Pokrywy są 1,1 raza dłuższe niż razem szerokie, wypukłe z wypłaszczeniem wokół tarczki, w zarysie o wypukłych bokach. Ubarwienie pokryw jest jasnorudobrązowe, a owłosienie głównie żółtawe z elementami białawymi i brązowym nakrapianiem. Rzędy pokryw są wąskie i punktowane, a międzyrzędy punktowane i mikrorzeźbione. U podstawy rzędu trzeciego i czwartego występują dwa duże, tępe ząbki. Odnóża przedniej i środkowej pary są ceglaste. Rudobrązowe odnóża pary tylnej mają nabrzmiałe uda z małym ząbkiem przedwierzchołkowym, poszerzone golenie z kompletnymi żeberkami i wierzchołkiem zaopatrzonym w mucro, o połowę krótszy ząbek boczny i drobny ząbek grzbietowy.
Odwłok ma wykrojony piąty z widocznych sternitów oraz odchylone od pionu o 5–10° pygidium porośnięte żółtawymi włoskami z trójkątną łatką włosków białych u nasady. Genitalia samca mają wydłużony i u szczytu nierozszerzony płat środkowy, wąski i niewcięty z tyłu kapturek nasadowy, szeroką z tępym szczytem walwę brzuszną i nierozszerzone szczytowo paramery.

## Rozprzestrzenienie
Owada afrotropikalny, znany wyłącznie z Botswany.